# Anastrus meliboea
Anastrus meliboea is een vlinder uit de familie van de dikkopjes (Hesperiidae). De wetenschappelijke naam van de soort is voor het eerst geldig gepubliceerd in 1894 door Godman & Salvin.